# گوش موش پرتقالی
گوش موش پرتقالی (نام علمی: Parietaria lusitanica) نام یک گونه از تیره گزنه‌ایان است.